# Zeiselmauer-Wolfpassing
Zeiselmauer-Wolfpassing (bis 1998 nur Zeiselmauer) ist eine Gemeinde mit 2299 Einwohnern (Stand 1. Jänner 2025) im Bezirk Tulln in Niederösterreich, mit dem größeren Ortsteil Zeiselmauer im Norden und Wolfpassing südlich anschließend. Die bis 1971 selbständige Gemeinde Zeiselmauer ist von dieser Gemeinde zu unterscheiden, die von 1971 bis 1998 ebenfalls den Gemeindenamen Zeiselmauer trug.

## Geografie
Zeiselmauer-Wolfpassing liegt im Tullnerfeld und wird von der Donau in West-Ost-Richtung durchflossen, wobei sich die Siedlungen der Gemeinde nur am Südufer befinden. Nördlich der Donau gibt es lediglich zeitweise genützte Sommerhäuser, die am Rand des Auwaldes gebaut wurden. Eine Zufahrt ist nur über die Bezirkshauptstadt Tulln möglich, was einen erheblichen Umweg darstellt.
Die Fläche der Gemeinde umfasst 12,69 Quadratkilometer. Hiervon sind 50 Prozent bewaldet, 30 Prozent sind landwirtschaftliche Nutzfläche und 8 Prozent Gärten.
Traditionell wird Zeiselmauer in die Teile „Alt-Zeiselmauer“ und „Neu-Zeiselmauer“ untergliedert, wobei diese Bezeichnung tatsächlich der geschichtlichen Abfolge der Besiedlung entspricht, was durch historisches Kartenmaterial belegt ist. Diese Teilung wird heute durch die Bahnlinie unterstrichen. Neben historischen Bezeichnungen wird diese Gliederung als Bezeichnung für die Wahlsprengel genützt, um die Stimmauszählung übersichtlicher zu gestalten.
Landschaftlich gehört der Bezirk Tulln südlich der Donau zum Mostviertel. Für die Raumplanung gehört die Gemeinde zur Hauptregion Niederösterreich-Mitte.

### Gemeindegliederung
Das Gemeindegebiet umfasst die folgenden beiden Katastralgemeinden und Ortschaften (in Klammern Einwohnerzahl Stand 1. Jänner 2025):
- Wolfpassing (908)
- Zeiselmauer (1391) samt Ausiedlung, Baulandsondergebiet-Badehütten und Im Gebirge

### Nachbargemeinden
|                    | Hausleiten (KO)                             | Stockerau (KO)    |
| Muckendorf-Wipfing | Kompassrose, die auf Nachbargemeinden zeigt | St. Andrä-Wördern |
| Königstetten       |                                             | St. Andrä-Wördern |

## Geschichte
Zeiselmauer hat eine bedeutende römische und hochmittelalterliche Vergangenheit. Als östlichstes Kohortenkastell am norischen Donaulimes wird es in der Truppenliste der Notitia dignitatum als Cannabiaca geführt. Die bis heute weitgehend erhaltenen spätrömischen Baudenkmäler Burgus, Fächerturm, Kastentor („Körnerkasten“) und Fahnenheiligtum (principia) sind nach Typus und Zustand für Österreich Unikate. Zeiselmauer ist nach Carnuntum der an erhaltener römischer Bausubstanz reichste Ort Niederösterreichs. Eine alte Tradition der Florianiverehrung geht davon aus, hier wäre auch der Geburtsort des heiligen Florian gewesen.
Im Zuge der baierischen Kolonisierung kam das östliche Tullnerfeld 836 durch königliche Schenkung an das Hochstift Passau. Unter Nutzung der römischen Bauten wurde Zeiselmauer zum Verwaltungszentrum dieser Hofmark. Auf den Resten des römischen Fahnenheiligtums entstand eine karolingische Saalkirche, die zu den frühesten Kirchenbauten Niederösterreichs gehört. Ihre Mauerzüge sind in der heutigen Unterkirche freigelegt. Zum ersten Mal wurde Zeiselmauer als Zeizzinmurum um 985 in der Langfassung der Confirmatio Ludovici Pii erwähnt.
Im Hochmittelalter befand sich in Zeiselmauer eine bischöfliche Pfalz als Amtssitz des Passauer Bischofs, wenn er sich in diesem Teil der Diözese aufhielt. Hier verstarb 1091 der aus Passau vertriebene Bischof Altmann, der Gründer des Stiftes Göttweig. Das fürstbischöfliche Zeiselmauer war nach dem landesfürstlichen Tulln lange Zeit der bedeutendste Ort des östlichen Tullnerfelds und auch kultureller Anziehungspunkt.
In Zeiselmauer (Zeizemure) erhielt am 12. November 1203 der Minnesänger Walther von der Vogelweide von Bischof Wolfger von Erla fünf solidos longos („Lange Schillinge“) zum Ankauf eines Pelzrocks. Die Eintragung darüber im Reiserechnungsbuch des Passauer Bischofs Wolfger von Erla ist das einzige bisher bekannte außerliterarische Lebenszeugnis Walthers von der Vogelweide. Etwas später wählte Neidhart von Reuental Zeiselmauer zum Schauplatz seiner populären dörflichen Minnelieder. Zeiselmauer fand auch Eingang ins Nibelungenlied.
Mit 1. Jänner 1972 wurden im Zuge der Niederösterreichischen Kommunalstrukturverbesserung die bis dahin selbständigen Gemeinden Muckendorf an der Donau, Wipfing und Wolfpassing nach Zeiselmauer eingemeindet. Seit dem 1. Jänner 1998 ist Muckendorf-Wipfing wieder eine eigenständige Gemeinde, kurz danach, am 25. März 1998, wurde Zeiselmauer in Zeiselmauer-Wolfpassing umbenannt.

### Einwohnerentwicklung
| Zeiselmauer-Wolfpassing: Einwohnerzahlen von 1869 bis 2025 | Zeiselmauer-Wolfpassing: Einwohnerzahlen von 1869 bis 2025 | Zeiselmauer-Wolfpassing: Einwohnerzahlen von 1869 bis 2025 | Zeiselmauer-Wolfpassing: Einwohnerzahlen von 1869 bis 2025 | Zeiselmauer-Wolfpassing: Einwohnerzahlen von 1869 bis 2025 |
| ---------------------------------------------------------- | ---------------------------------------------------------- | ---------------------------------------------------------- | ---------------------------------------------------------- | ---------------------------------------------------------- |
| Jahr                                                       |                                                            |                                                            |                                                            | Einwohner                                                  |
| 1869                                                       | 1869                                                       |                                                            | 658                                                        | 658                                                        |
| 1880                                                       | 1880                                                       |                                                            | 637                                                        | 637                                                        |
| 1890                                                       | 1890                                                       |                                                            | 641                                                        | 641                                                        |
| 1900                                                       | 1900                                                       |                                                            | 646                                                        | 646                                                        |
| 1910                                                       | 1910                                                       |                                                            | 908                                                        | 908                                                        |
| 1923                                                       | 1923                                                       |                                                            | 1.111                                                      | 1.111                                                      |
| 1934                                                       | 1934                                                       |                                                            | 1.354                                                      | 1.354                                                      |
| 1939                                                       | 1939                                                       |                                                            | 1.356                                                      | 1.356                                                      |
| 1951                                                       | 1951                                                       |                                                            | 1.503                                                      | 1.503                                                      |
| 1961                                                       | 1961                                                       |                                                            | 1.435                                                      | 1.435                                                      |
| 1971                                                       | 1971                                                       |                                                            | 1.397                                                      | 1.397                                                      |
| 1981                                                       | 1981                                                       |                                                            | 1.470                                                      | 1.470                                                      |
| 1991                                                       | 1991                                                       |                                                            | 1.733                                                      | 1.733                                                      |
| 2001                                                       | 2001                                                       |                                                            | 1.966                                                      | 1.966                                                      |
| 2011                                                       | 2011                                                       |                                                            | 2.266                                                      | 2.266                                                      |
| 2021                                                       | 2021                                                       |                                                            | 2.258                                                      | 2.258                                                      |
| 2025                                                       | 2025                                                       |                                                            | 2.299                                                      | 2.299                                                      |
| Quelle(n): Statistik Austria, Gebietsstand 1.1.2021        |                                                            |                                                            |                                                            |                                                            |

## Kultur und Sehenswürdigkeiten
- Kastell Zeiselmauer (Cannabiaca)

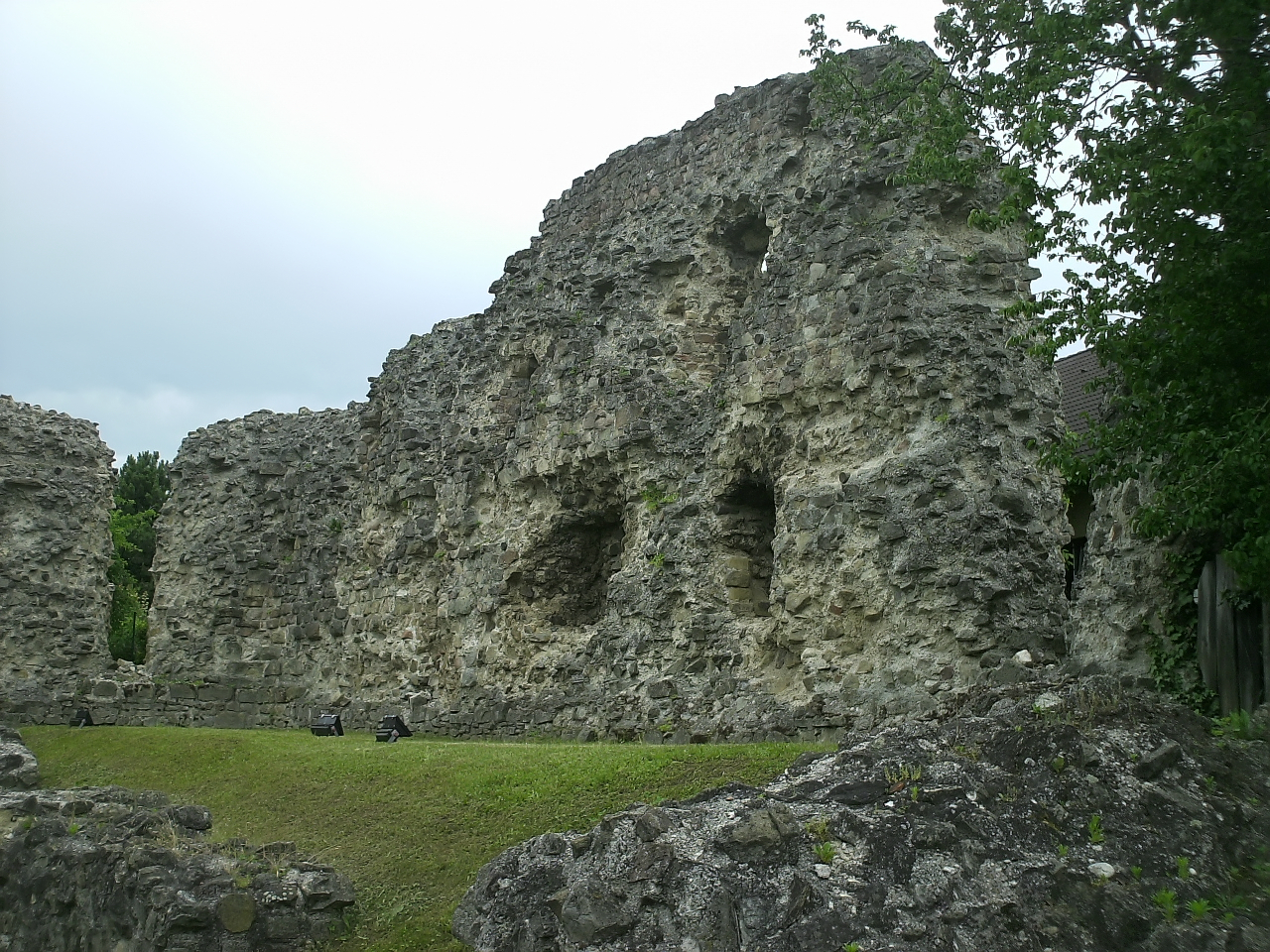
Kastell

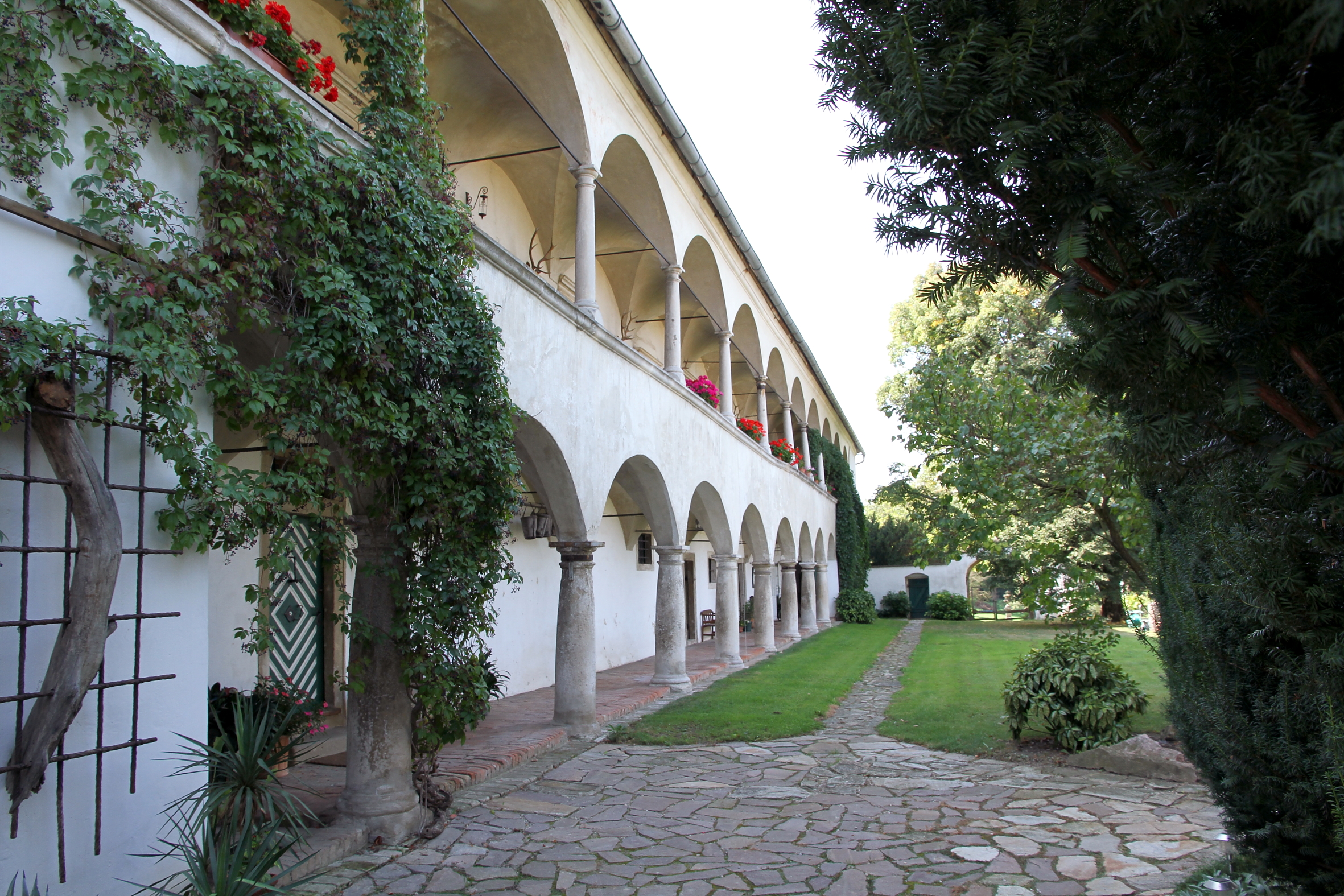
Schloss Am Hof

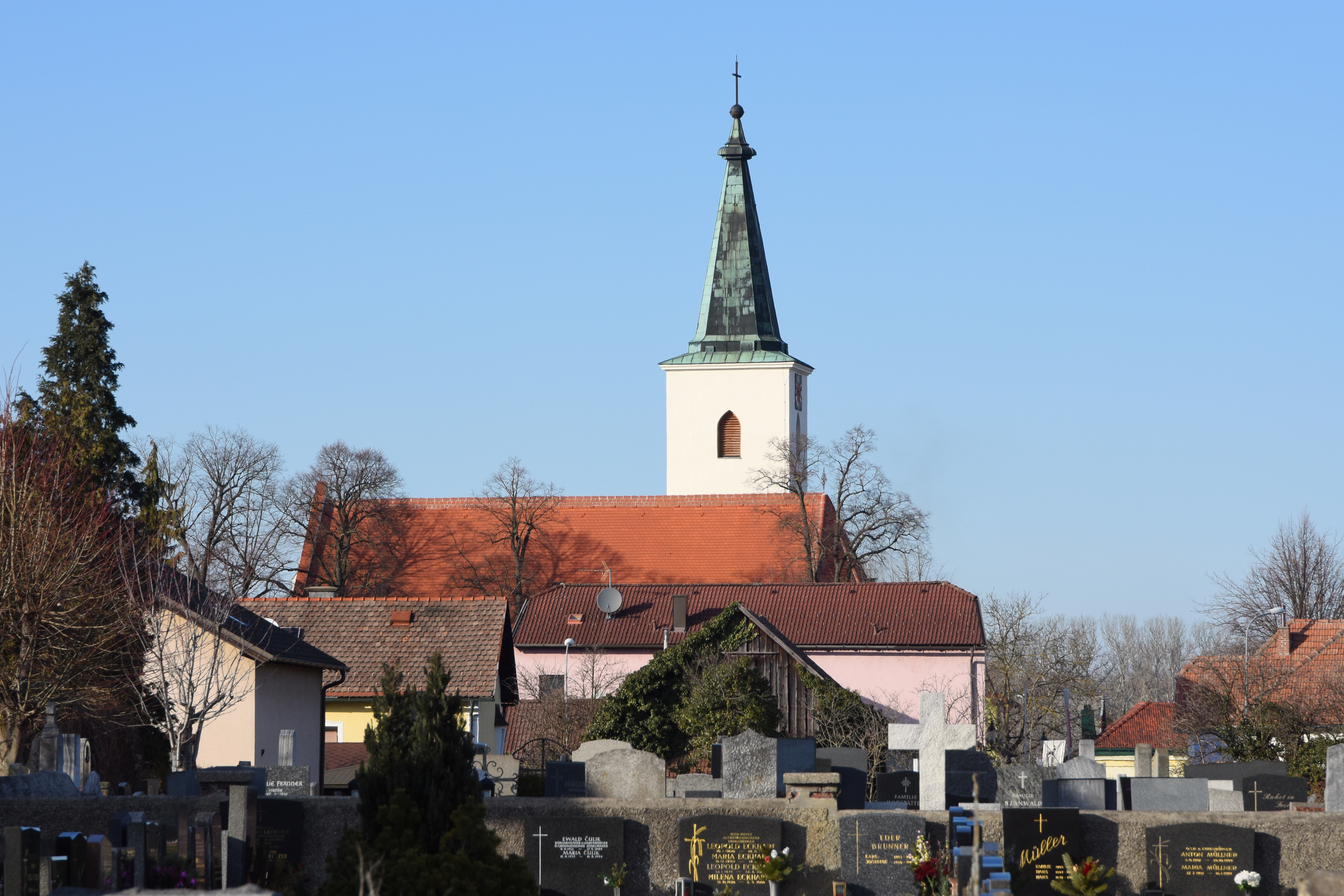
Pfarrkirche Zeiselmauer

- Katholische Pfarrkirche Zeiselmauer Unbefleckte Empfängnis Mariens
- Schloss Am Hof, mittelalterliches, in der Renaissance umgebautes Schloss mit Parkanlage

## Wirtschaft und Infrastruktur
Nichtlandwirtschaftliche Arbeitsstätten gab es im Jahr 2001 72, land- und forstwirtschaftliche Betriebe nach der Erhebung 1999 20. Die Zahl der Erwerbstätigen am Wohnort betrug nach der Volkszählung 2001 898. Die Erwerbsquote lag 2001 bei 48,42 Prozent.

### Einrichtungen
In Zeiselmauer gibt es folgende Einrichtungen: eine römisch-katholische Kirche, einen Friedhof, eine Volksschule, einen Kindergarten mit mehreren Gruppen an zwei Standorten, ein Sportplatz, eine Veranstaltungs- und Turnhalle („Römerhalle“), eine Tennissportanlage und zwei Reitställe. Zusätzlich bieten eine Bank, ein Frisör, eine Gärtnerei und ein Lebensmitteldiskonter ihre Produkte an. Im „Gewerbepark Ost“ nahe der Nachbargemeinde St. Andrä-Wördern haben sich einige Kleinbetriebe unter anderem aus den Bereichen Metallverarbeitung und Kfz-Handel bzw. Reparatur angesiedelt. Ebenso gibt es einen bekannten Hundesportverein samt Trainingsgelände am Rande des Orts.
Wolfpassing bietet eine kleine Kapelle, einen Kindergarten, einen Tennisplatz, ein Gasthaus sowie Heurigenlokale. Daneben gibt es zwei Kfz-Betriebe und eine Gärtnerei.
Sowohl in Zeiselmauer als auch in Wolfpassing sind Freiwillige Feuerwehren stationiert.

### Verkehr
- Bahn: Durch Zeiselmauer verläuft die Franz-Josefs-Bahn, in der Bahnhaltestelle „Zeiselmauer-Königstetten“ halten halbstündlich die Züge der Schnellbahn Linie S40 in Richtung Wien Franz-Josefs-Bahnhof sowie Tulln an der Donau und St. Pölten. Ähnliche Strecken werden durch die vorhandenen Buslinien bedient.
- Straße: Die Hauptverkehrsstrecke durch das Ortsgebiet von Zeiselmauer ist die Klosterneuburger Straße B14, welche den nördlichen Teil der Ortschaft in Ost-West-Richtung quert. In der Ortschaft Wolfpassing engt sich die Landeshauptstraße 118 auf eine einzige Spur ein. Die dortige Ampelanlage führt in der Morgen- und Abendverkehrsspitze zu erheblichen Wartezeiten aus allen Richtungen und zu hoher Lärm-, Abgas- und Staubbelastung der Anrainer. Eine geplante Umfahrung der Nachbarortschaft Königstetten wird in den umliegenden Gemeinden, darunter auch Zeiselmauer-Wolfpassing, kontrovers diskutiert, da befürchtet wird, dass es neben einer weiteren Reduktion von Grünflächen zu einer erneuten Steigerung des Verkehrsaufkommens insbesondere bei der Engstelle Wolfpassing kommen könnte.[8][9]

## Politik

### Gemeinderat
Der Gemeinderat hat 21 Mitglieder.
- Mit den Gemeinderatswahlen in Niederösterreich 1990 hatte der Gemeinderat folgende Verteilung: 9 SPÖ, 9 ÖVP und 1 Sonstige. (19 Mitglieder)
- Mit den Gemeinderatswahlen in Niederösterreich 1995 hatte der Gemeinderat folgende Verteilung: 10 SPÖ und 9 ÖVP.[10]
- Mit den Gemeinderatswahlen in Niederösterreich 2000 hatte der Gemeinderat folgende Verteilung: 12 SPÖ, 5 ÖVP und 2 FPÖ.[11]
- Mit den Gemeinderatswahlen in Niederösterreich 2005 hatte der Gemeinderat folgende Verteilung: 10 SPÖ, 5 ÖVP, 3 LA–Liste Aktiv und 1 Grüne.[12]
- Mit den Gemeinderatswahlen in Niederösterreich 2010 hatte der Gemeinderat folgende Verteilung: 8 SPÖ, 6 ÖVP, 4 LA–Liste Aktiv und 1 Grüne.[13] (19 Mitglieder)
- Mit den Gemeinderatswahlen in Niederösterreich 2015 hatte der Gemeinderat folgende Verteilung: 8 ÖVP, 7 SPÖ, 4 LA–Liste Aktiv und 2 Grüne.[14]
- Mit den Gemeinderatswahlen in Niederösterreich 2020 hat der Gemeinderat folgende Verteilung: 9 SPÖ, 8 ÖVP, 3 Grüne und 1 E.ROCH (Liste Edi Roch Parteiunabhängige Wahlgemeinschaft Zeiselmauer-Wolfpassing).[15]
- Mit den Gemeinderatswahlen in Niederösterreich 2025 hat der Gemeinderat folgende Verteilung: 9 SPÖ, 8 ÖVP, 2 Grüne und 2 E.ROCH (Liste Edi Roch Parteiunabhängige Wahlgemeinschaft Zeiselmauer-Wolfpassing).[16]

### Bürgermeister
- bis 2005 Josef Meyer (SPÖ)
- 2005–2013 Josef Wagner (SPÖ)
- 2013–2017 Eduard Roch (ÖVP)
- 2017–2020 Walter Grosser (ÖVP)
- 2020 Regina Blondiau-Köllner (SPÖ)
- 2020–2025 Martin Pircher (ÖVP)
- seit 2025 Regina Blondiau-Köllner (SPÖ)

### Wappen
Das Wappen wurde der Gemeinde 1994 verliehen:
Blasonierung: „Geteilt von Gold und Blau, oben ein wachsender steigender roter Wolf, unten eine durchgehende goldene Zinnenmauer mit schwarzem, gefasstem Portal, flankiert von zwei schwarz gefugten goldenen Wachtürmen mit goldenem Zeltdach.“
Wappenerklärung: Das offizielle Wappen der Gemeinde spiegelt die Geschichte von Zeiselmauer wider: Die namengebende Mauer steht symbolisch für knapp 400 Jahre römisches Kastell, der rote Wolf – das Wappentier Passaus – für beinahe 1.000 Jahre Zugehörigkeit zum weltlichen Herrschaftsgebiet vom Bistum Passau.

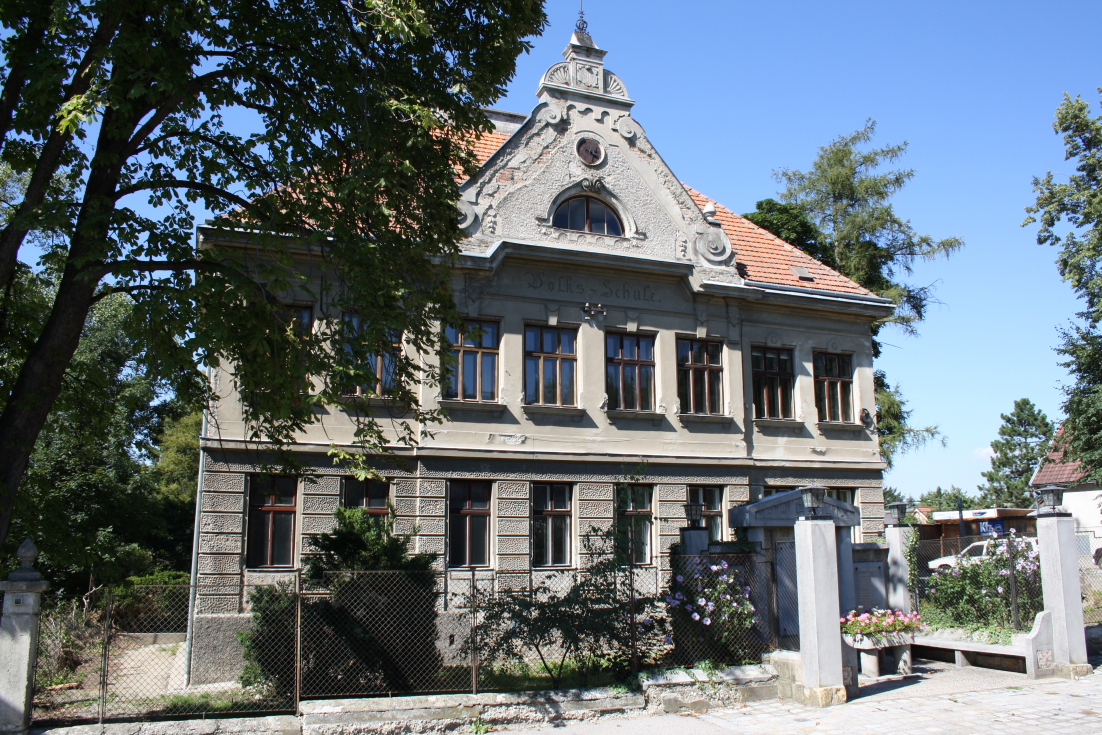
Alte Volksschule in Wolfpassing
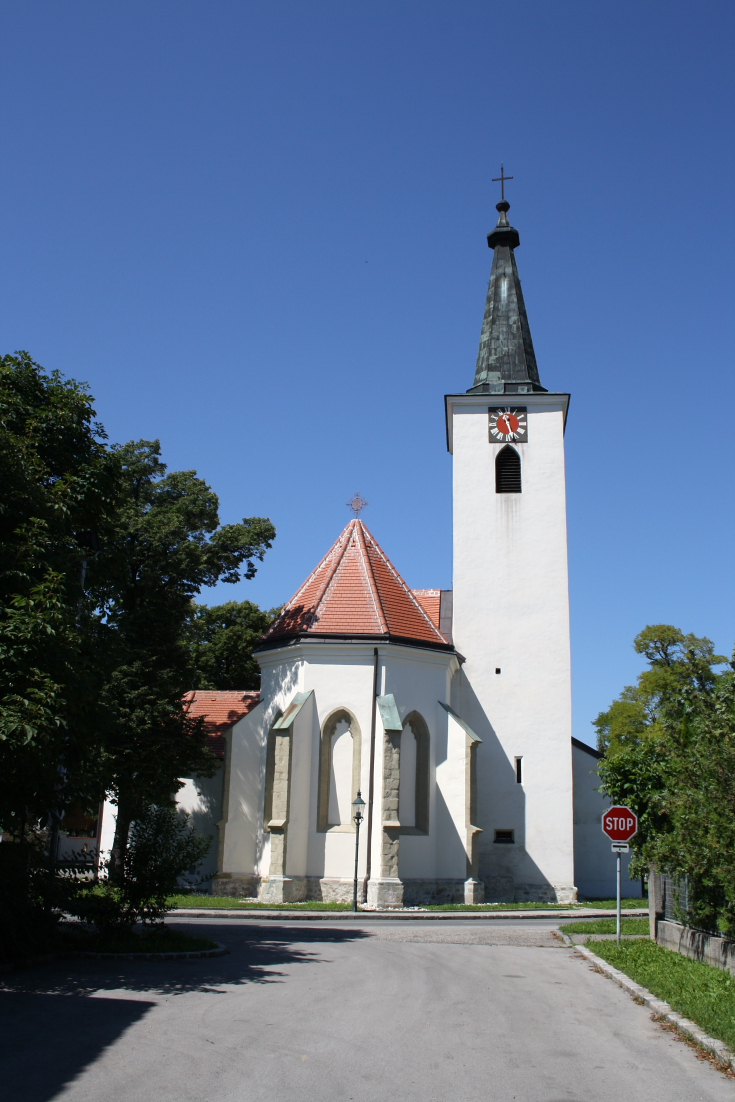
Pfarrkirche von Zeiselmauer
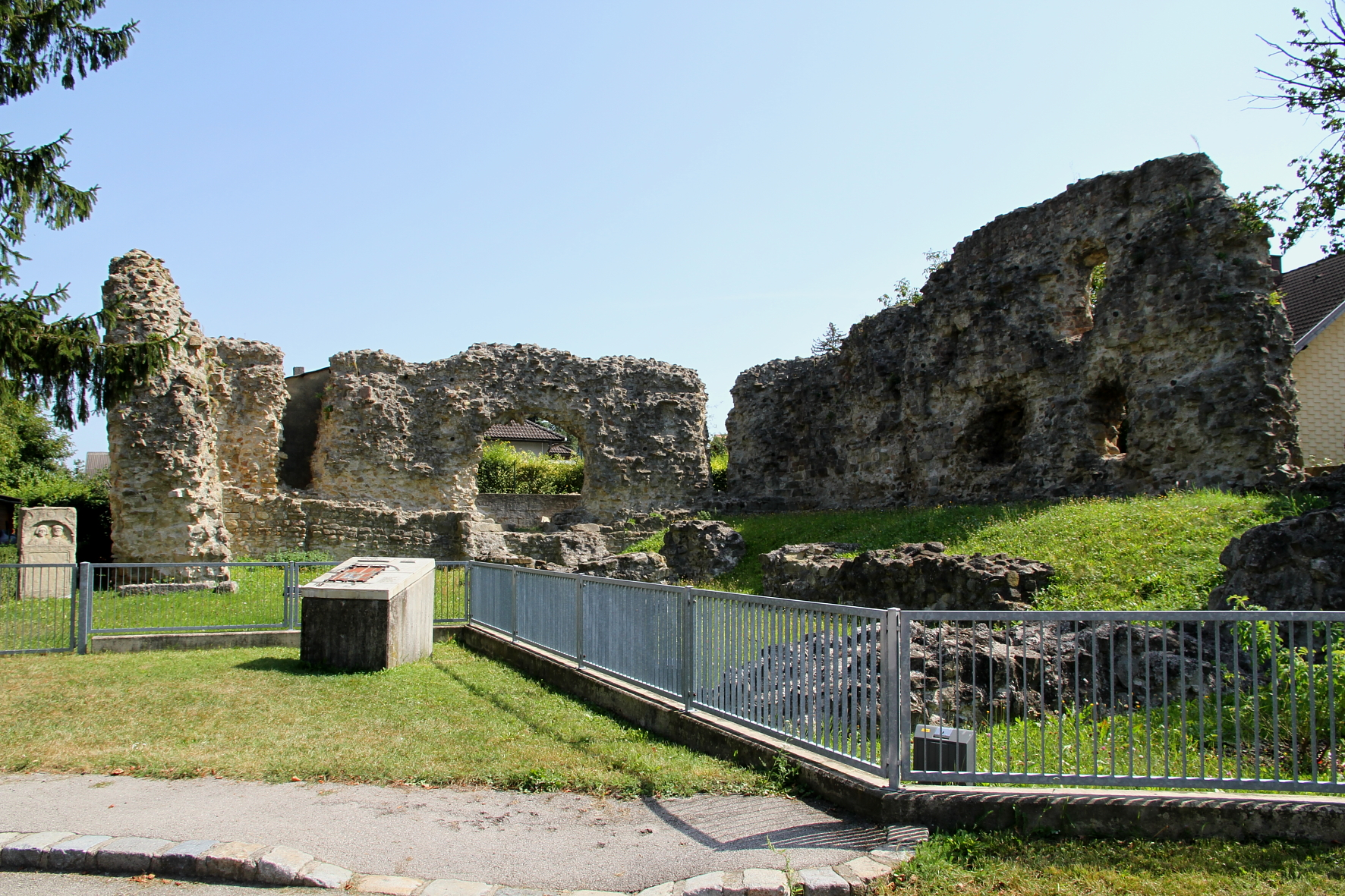
Das spätrömische Kastell (Burgus) in Zeiselmauer
Aufnahmeblatt der 3. Landesaufnahme um 1872
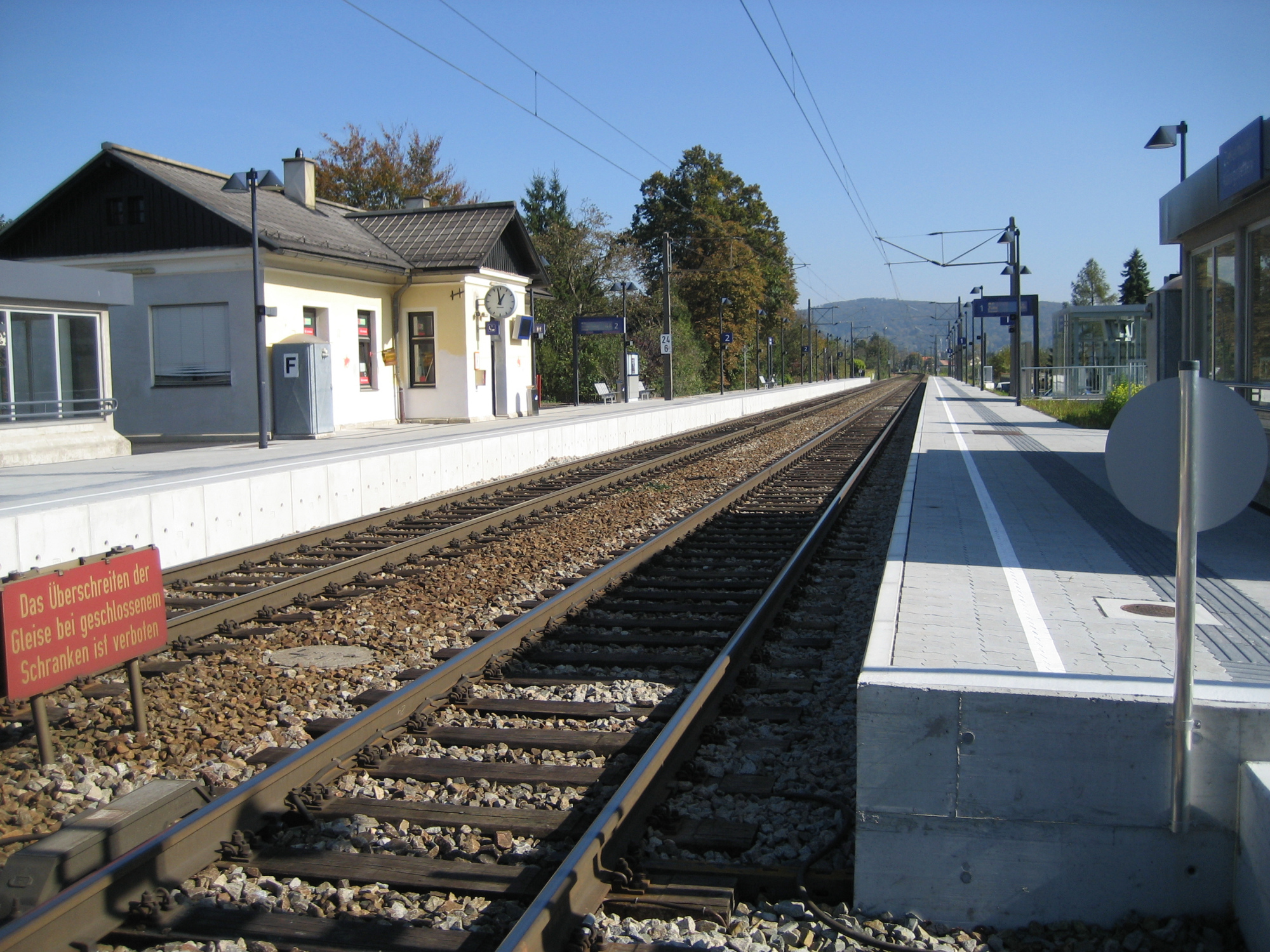
Bahnhaltestelle Zeiselmauer-Königstetten

## Persönlichkeiten
Söhne und Töchter der Gemeinde
- Florian von Lorch († 304), römischer Beamter, Schutzpatron der Feuerwehr
- Walther von der Vogelweide (* um 1170; † um 1230), aus Zeiselmauer stammt das einzige außerliterarische Lebenszeugnis des berühmten Minnesängers
- Neidhart von Reuental († 1270) wählte Zeiselmauer zum Schauplatz seiner populären dörflichen Minnelieder
- Herwig Friesinger (* 1942), Archäologe, Prähistoriker
- Karl Holubar (1936–2013), Dermatologe und Medizinhistoriker

Personen mit Bezug zur Gemeinde
- Leopold Eckhart (1900–1974), Eisenbahner, Bürgermeister und Abgeordneter zum Landtag von Niederösterreich